# Bổ đề Borel-Cantelli
Bổ đề Borel-Cantelli được phát biểu vào nửa đầu thế kỉ 20, được mang tên nhà toán học Pháp Emile Borel và nhà toán học Ý Francesco Palo Cantelli. Bổ đề này thường được dùng trong lý thuyết xác suất. Nó còn được gọi là tiêu chuẩn Borel cho luật không-một.
Lý thuyết này đề cập tới dãy các biến cố. Trong một tương đối tổng quát hơn, nó cũng là một kết quả trong lý thuyết độ đo (measure theory).

## Phát biểu
Cho (En) là một dãy các biến cố trong không gian xác suất, bổ đề Borel-Cantelli cho rằng:
Nếu tổng các xác suất của En là hữu hạn
{\displaystyle \sum _{n=1}^{\infty }\Pr(E_{n})<\infty ,}
thì xác suất để chúng xảy ra vô hạn là bằng không, nghĩa là
{\displaystyle \Pr \left(\limsup _{n\to \infty }E_{n}\right)=0.\,}
Ở đây, limsup là ký hiệu của giới hạn trên. Lưu ý rằng không cần có giả thiết về sự độc lập (của các biến cố). Pr(X) là xác suất của biến cố X.

## Thí dụ
Giả sử (Xn) là dãy các biến ngẫu nhiên, với Pr(Xn = 0) = 1/n2 cho mọi n. Thế thì tổng của Pr(Xn = 0) là hữu hạn (thật ra nó là π2/6 - xem Hàm Riemann zeta), thì bổ đề Borel-Cantelli kết luận rằng xác suất để Xn = 0 xảy ra một số nhiều vô hạn các n là bằng 0.